# NGC 59
NGC 59 is een elliptisch sterrenstelsel in het sterrenbeeld Walvis. Het maakt deel uit van de Sculptor Groep.
NGC 59 werd op in 1886 ontdekt door de Amerikaanse astronoom Ormond Stone.

## Synoniemen
- PGC 1034
- ESO 539-4
- MCG -4-1-26
- KDWG 2